# Choristoneura quadratica
Choristoneura quadratica es una especie de polilla del género Choristoneura, tribu Archipini, subfamilia Tortricinae. Fue descrita científicamente por Diakonoff en 1955.

## Distribución
Se distribuye por Asia: Nepal.